# 툴롱 포위전
툴롱 포위전(영어: Siege of Toulon, 1793년 9월 18일 - 1793년 12월 18일)은 프랑스 혁명 초기에 프랑스 남부 항구 도시 툴롱에서 발발한 왕당파의 반란에 대해 공화파가 승리를 거둔 전투이다. 당시 핵심적인 해군기지였던 툴롱은 영국의 후드 총독이 이끄는 영국 함대의 지휘 아래 있었다. 24세의 젊은 포병 대위 나폴레옹은 천재적인 혜안으로 전략을 세워 영국군을 쫓아내고 승리를 거두었다. 이 전투의 승리로 24세의 젊은 포병 장교 나폴레옹 보나파르트는 처음으로 이름을 알리며 두각을 나타내게 되었다.

## 역사적 배경
프랑스 대혁명으로 집권한 혁명정부가 국왕을 처형하며 혁명이 극단으로 흐르자 유럽의 군주들은 격분했다. 프랑스 혁명정부를 굴복시켜 혁명사상이 전파되는 것을 차단하고자 영국, 스페인, 프로이센 등 유럽 11국이 참여하여 대불동맹을 결성했다. 프랑스 혁명정부가 93년 2월 1일에 영국과 네덜란드에 선전포고를 하였고 이로써 제1차 대불동맹 전쟁이 시작되었다. 국경 각지에서 벌어진 전투에서 프랑스 군이 연패하였는데 이에 다급해진 혁명 정부는 “30만명 모병”을 선포하였다. 그러나 왕당파가 반발하며 반란을 일으켰고 반란은 곧 전국으로 확대되었다. 해군기지가 있던 항구도시 툴롱에서도 반란이 일어나 왕당파가 장악하였다.
혁명세력인 공화파는 8월 23일에 “국가총동원”을 선포하고 징병제를 실시하여 군비를 정돈하고 왕당파의 반란과 대불동맹군에 대해 반격에 나섰다. 혁명정부군이 리옹, 마르세유의 탈환과 그 후에 행해진 처참한 보복이 전해지자, 당베르 남작이 이끄는 왕당파군은 영국-스페인 연합 함대에 도움을 요청했다. 8월 28일, 영국의 새뮤얼 후드 제독과 스페인 랑가라 제독은 프랑스 정부군에 대항하기 위해 영국, 스페인, 나폴리와 피에몬테의 각 군으로 구성된 13,000명의 군대를 보냈다. 10월 1일, 당베르 남작은 루이 17세의 프랑스 왕위 계승을 선언하여 왕당파와의 깃발 “플레흐 드 리스”를 내걸고 툴롱을 영국 해군에게 맡겼다.       

## 공방전
공화파 혁명정부군은 장 프랑소와 카르토 장군의 지휘 아래, 아비뇽와 마르세유를 탈환하고, 9월 8일, 올리울 마을을 거쳐 서쪽에서 툴롱에 도착했다. 그리고 동쪽에서 온 라 포이프 장군이 지휘하는 6,000명의 알파인 해병대(the Alpine Maritime Army)와 합류했다. 라 포이프는 라 발레트 마을에 진을 치고 동쪽을 방어하는 펄롱 산 요새를 탈환하려고 했다. 그들은 또한 드 셍 줄리앙 제독이 지휘하는 3,000명의 수병이 참가했다. 그들은 영국에 내려온 왕당파의 지휘관 고흐 제독과 행동을 함께하는 것을 거부했기 때문이다.
카르토군의 포병대장 단마르땅이 울리울 마을에서 부상을 당하자, 국민 공회의 두 명의 대표, 어거스틴 로베스피에르와 앙투안 크리스토프 살리세티는 그 후임으로 젊은 보나파트르 나폴레옹 대위를 임명했다. 이 두 사람은 반목했지만, 나폴레옹이 아비뇽에서부터 종군하고 있었기 때문에 임명된 것이다.

### 나폴레옹의 전략

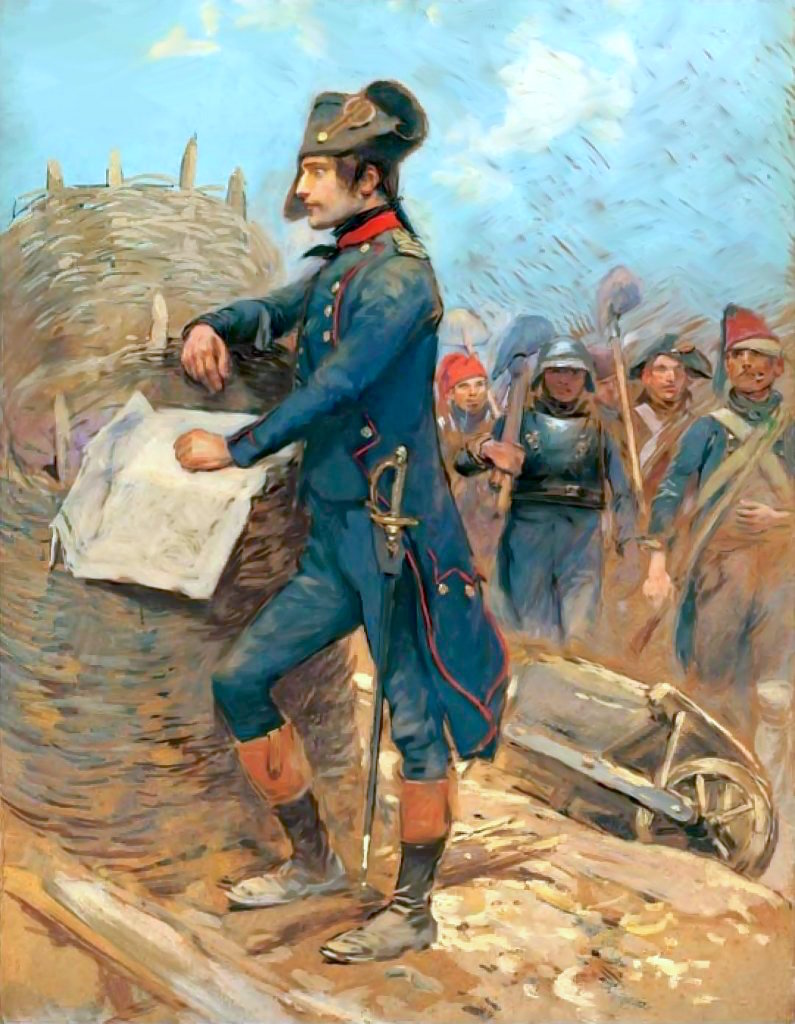
툴롱 공성전에 참전한 나폴레옹

정찰 결과에 따라 나폴레옹은 르 스케일 언덕(카이로 언덕)을 점령하여 레기에트와 발라기에 요새를 공략할 계획을 짰다. 그 요새는 툴롱 내항과 외항을 차단하는 위치에 있고, 포위에 필수적인 바다에서 보급을 끊을 수 있었다. 그러나 별로 내켜하지 않던 카르토는 마지못해 들라보르도 소장 휘하의 경미한 지원군 밖에 보내지 않았기 때문에 9월 22일에 시도된 공격은 실패했다. 르 스케일 언덕(카이로 언덕)의 중요성에 대해 인식하게 된 영국- 스페인 연합군은 정상에 새로운 요새를 구축하고, 방위사령관의 이름을 따서 멀그레이브 요새라고 불렀다. 그것은 3개의 작은 거점에 세워진 견고한 요새였으며, 영국 측은 “작은 지브롤터”라고 불렀다.
9월 19일부터 나폴레옹은 셍 로랑의 고지대에 있어, 간단하게 “산”이라고 부르는 고립된 포대는 불충분하다고 생각했다. 9월 21일, 그는 내항 서부 브레갈리옹(Brégallion) 해안에 “상 퀼로트”라고 부르는 또 다른 포대를 구축했다. 후드 제독은 포대를 제거하려고 시도했지만 실패했고, 게다가 동해안의 무리욘(Mourillon)과 라 투르 후아얄(la Tour Royale) 쪽의 수심이 얕았기 때문에, 영국 함대는 다른 해안을 따라 포진할 수 밖에 없었다. 10월 1일, 라 포이프 장군이 펄롱 산 “동쪽의 요새”를 공략하려다 실패한 후, 나폴레옹은 도시를 공략하기 위해 함락시켜야 하는 마르브스케 대 요새의 포격을 요청했다. 그는 주변 지역에서 포병을 집합시켜 각각 6문의 대포를 가진 50개의 포대를 정렬시켰다. 10월 19일, 나폴레옹은 대대 지휘관으로 승진하였고, 아레네 언덕 위에 요새를 겨냥한 포대 “국민 공회의 포대”를 구축했다. 그 포대를 듀몬소(Dumonceau)의 언덕 “공화파의 캠프” 고(Gaux)의 언덕 “파리니에르(Farinière)”, 라고브란(Lagoubran)의 “화약고” 등을 통해 지원하였다.

### 듀고미에의 부임
11월 11일 카르토가 경질되고 의사였던 도페이가 새 지휘관이 되었다. 그러나 그도 결단력이 부족하여, 11월 16일 마르그레이브 요새 공략에 실패하는 사태를 초래했다. 도페이는 무능함을 통감하고 스스로 사임했다. 후임으로 온 듀고미에는 차근차근 출세한 직업 군인으로 바로 나폴레옹 전술의 장점을 인정하고 작은 지브롤터의 탈취에 착수했다.
11월 20일, 그는 도착하자마자 솟아 오른 지형에 “자코뱅 당원” 포대를 구축했고, 11월 28일 그 왼쪽에 “공포를 모르는 남자” 포대를 구축했으며, 12월 14일 그 사이에 “샤스 코퀸(Chasse Coquins)” 포대를 만들었다. 마지막으로 연합군의 함대를 격퇴하기 위해 “큰 항구” 및 “4개의 풍차”라고 하는 2개의 포대가 추가되어 만들어졌다.
포격의 압력을 받은 영국-나폴리 연합군이 출격하여 “국민 공회” 포대를 탈취했다. 듀고미에와 나폴레옹은 반격의 선두에 서서 그들을 퇴각시켰다. 그 때, 영국의 지휘관 오하라 장군이 부상당해 프랑스군에게 잡혔다. 그는 어거스틴 로베스피에르 및 앙투안 루이 아르비트(Antoine Louis Albitte)와 연방주의자와 왕당파와 군의 무장 해제와 항복 협상을 시작했다.

### 공화파의 승리
오하라를 포로로 잡은 듀고미에, 라 포이프, 나폴레옹(대령으로 승진)은 12월 16일 밤 사이에 일제히 공격을 감행했다. 공격은 자정 무렵 작은 지브롤터에서 시작되어 밤새 계속되었다. 나폴레옹은 영국군 중사에게 총검으로 허벅지에 부상을 입었다. 그러나 아침에 거점을 탈취한 나폴레옹의 부관 오귀스트 마르몽은 레기에트 요새와 바라기에 요새를 향해 대포를 자리잡게 했다. 영국군은 그날 더 이상 싸우지 않고 철수를 했다. 그 전에 라 포이프도 펄롱과 마르브스케 요새를 탈환하는데 성공했다. 연합군은 바다로 탈출을 결정했다. 후군을 맡은 영국의 시드니 스미스 장군 대리가 방화대를 항구에 보내 시설과 배를 불태웠다.

## 진압과 그 후
혁명정부군은 12월 19일에 시내에 들어갔다. 폴 바라스와 스타니슬라 프레론에 의한 참혹한 보복이 시작되었다. 800명에서 2,000명에 달하는 포로들은 툴롱의 샹 드 마르스에서 총살되거나, 총검으로 살해당했다고 한다. 나폴레옹은 장 프랑소와 에르난데스에게 부상 치료를 받고 있었기 때문에, 이 대학살에는 참여하지 않았다. 그는 12월 22일에 준장으로 승진했다.
1796년 나폴레옹은 이탈리아 원정의 진군을 툴롱에서 시작했다. 오래된 성벽의 일부인 그가 떠난 문에는 기념 장식패가 놓여 있다. 이 문은 “이탈리아 문(Porte d' Italie)”이라고 불리고 있다.

## 지리
툴롱 항구는 지중해로 튀어나온 반도인 셍 만도리에 쉬르 메르로 인해 외해에서 멀리 떨어져 있지만, 한층 더 안쪽에 있는 두 개의 반도에 의해 내항이 형성되었다. 내항의 북동쪽에는 툴롱 시가 있고, 시내에는 도시를 내려다보는 펄롱 산이 우뚝 솟아 있다.
내항을 누르는 형태로 동쪽에서 뻗은 지앙 반도에 무리욘 지구가 있고, 끝 쪽으로는 16세기부터 라 뚜르 로얄 요새가 있다. 서쪽에서 길게 뻗은 반도가 라 세인느 쉬르 메르로, 두 개의 끝 부분에 있는 것이 레기에트와 바라기에의 요새이다. 두 요새의 뒤쪽에 있는 돈대가 카이로 (르 스케일) 언덕이며, 여기에 쌓은 마르그레이브(프랑스어 뮤르그라브) 요새에서 일어난 쟁탈전은 툴롱 포위전 중요한 전투였다. 덧붙여서 레기에트과 바라기에 두 요새를 연결하는 도로는 오늘 날 “보나파르트 거리”라고 명명되었다.

## 같이 보기
- 마르세유 반란
- 리옹 반란
- 방데 반란